# Araneus enucleatus
Araneus enucleatus este o specie de păianjeni din genul Araneus, familia Araneidae. A fost descrisă pentru prima dată de Karsch, 1879. Conform Catalogue of Life specia Araneus enucleatus nu are subspecii cunoscute.